# 고양우리학교
고양우리학교는 경기도 고양시 덕양구 행신동에 있는 6년제 비인가 초등대안학교이다. "자연과 더불어, 사람과 더불어, 행복한 삶"이라는 교육 철학의 실현을 목표로 2010년에 개교하여 2016년 2월에 다섯명의 첫 졸업생을 배출했다. 도토리 공동육아 어린이집 출신 부모들의 주도로 설립되었으며 도심형 대안학교를 표방하고 있다. 고양시의 대안학교 상당수가 도심 외곽에 위치하여 초등학생이 걸어서 통학하기에 어려움이 있으나 고양우리학교는 행신동 주거지역과 가까워 걸어서 통학이 가능하다는 장점을 가지고 있다.
40분 수업, 20분 쉬는 시간으로 운영되고, 점심시간은 1시간 50분이다.
주요 과목으로 말과글, 수와셈, 평화, 프로젝트(주제집중), 일과삶(목공,직조,바느질,요리 등..), 음악, 미술, 체육, 영어, 행복, 자치회의가 있다.
3시30분~ 6시 30분까지 학교 방과후가 운영되고 있다. 방과후는 특별한 프로그램없이 자유놀이를 하며 지낸다.
또한 방학에는 2~4주간 방중 돌봄 교실이 오전 9시~ 오후 6시까지 운영된다.
EBS 라디오 교육세상에 소개되기도 했다.
대안교육연대에 가입되어 있다.

## 학교 연혁
- 2010년 3월 1일 : 첫 입학식(입학생 : 6명)
- 2015년 3월 2일 : 방과후 운영 시작
- 2016년 2월 20일 : 첫 졸업식(졸업생 : 5명)
- 2016년 12월 : 방중돌봄 운영 시작
- 2018년 2월 24일 : 제2회 졸업식(졸업생: 6명)

## 고양우리학교 소개자료
2017년 고양우리학교 입학설명회자료
2017년 교육활동 보고서